# Кяряйтсаарі
Кяряйтса́рі (рос. Кяряйтсари) — невеликий острів у Ладозькому озері. Належать до групи Західних Ладозьких шхер. Територіально належить до Лахденпохського району Карелії, Росія.
Витягнутий із півночі на південь. Довжина 1,2 км, ширина 0,5 км.
Острів розташований в затоці Папіннієменселькя, між островами Тімонсарі на півночі та Кухка на півдні. Височинний, майже весь вкритий лісами.